# Ammodendron
Ammodendron es un géneros de plantas fanerógamas perteneciente a la familia Fabaceae. Comprende 20 especies descritas y de estas, solo 5 aceptadas.

## Taxonomía
El género fue descrito por Fisch. ex DC. y publicado en Prodromus Systematis Naturalis Regni Vegetabilis 2: 523. 1825.
Etimología
Ammodendron: nombre genérico que deriva de las palabras griegas: άμμος ammos ("arena") y δένδρον dendron ("árbol").

## Especies aceptadas
A continuación se brinda un listado de las especies del género Ammodendron aceptadas hasta julio de 2014, ordenadas alfabéticamente. Para cada una se indica el nombre binomial seguido del autor, abreviado según las convenciones y usos.
- Ammodendron bifolium (Pall.) Yakovlev
- Ammodendron conollyi Boiss.
- Ammodendron eichwaldii Ledeb.
- Ammodendron karelinii Fisch. & C.A. Mey.
- Ammodendron maxima (Fernald) A. Heller